# Fritz the Cat
Fritz the Cat é uma tira de quadrinhos criada por Robert Crumb. As histórias se passam numa grande cidade habitada por animais antropomórficos, sendo que o gato Fritz é o personagem principal. Um calmo felino com tendências artísticas, Fritz frequentemente se vê envolvido em aventuras selvagens, nas quais passa por várias experiências sexuais. Fritz apareceu em histórias desenhadas por Crumb quando criança e viria a se tornar o mais famoso dos seus personagens. As tiras foram publicadas na revista Help! e Cavalier e depois em inúmeras publicações de quadrinhos underground durante os anos de 1965 e 1972.
As tiras de Fritz the Cat foram a base do filme homônimo de animação de 1972. Foi a estreia do animador Ralph Bakshi e o primeiro filme animado a ser classificado com o código X nos Estados Unidos da América (impróprio para menores). Considerado um dos filmes independentes de maior sucesso de todos os tempos. Devido a desentendimentos com os produtores do filme durante a sua realização, Crumb terminaria a tira ainda em 1972, publicando uma história em que o personagem é assassinado por uma ex-namorada. Um segundo filme foi produzido, The Nine Lives of Fritz the Cat (1974), sem o envolvimento de Bakshi ou Crumb.

## Origens e temas
Fritz the Cat era uma história originariamente desenhada por Robert Crumb quando criança, brincando com suas irmãs e irmãos que haviam criado revistas de quadrinhos familiares influenciados pelas publicações infantis americanas da época. Fritz apareceu no início dos anos de 1960 em tiras denominadas Animal Town (Cidade dos Animais), desenhadas por Charles e Robert Crumb, algumas vezes acompanhado de Fuzzy the Bunny, que servia como um alter ego do seu criador, Charles.
Fritz é descrito como egocêntrico e hedonista, sem qualquer moral ou ética. Thomas Albright descreve Fritz como uma espécie de atualização do Gato Félix com influências de Charlie Chaplin, Cândido e Don Quixote. A personalidade de Fritz é "volúvel, suave e auto-confiante", segundo Crumb.
Crumb negaria qualquer identificação pessoal com seu personagem, dizendo "I just got into drawing him. [...] He was fun to draw." ("Eu apenas o desenho. Ele é divertido de fazer"). Contudo, ele refletiu nas histórias as mudanças da sua vida pessoal. De acordo com um amigo de infância: "Por anos, [Crumb] tivera poucos amigos e nenhuma vida sexual; ele era forçado a passar muitas horas na escola ou no trabalho, e quando estava em casa "escapava" desenhando quadrinhos caseiros. Quando ele subitamente encontrou um grupo de amigos que o aceitavam como era, como aconteceu em Cleveland em 1964, esse fator de "compensação" nos desenhos deixou de existir e deu impulso a série com Fritz." Robert Crumb sobre seu trabalho com animais (tradução aproximada):
"Eu consigo expressar algo com os animais que é diferente do meu trabalho com personagens humanos...Eu consigo colocar mais nonsense, sátira e fantasia...eles também são mais simples de fazer do que pessoas...Com as pessoas eu tenho de colocar mais realismo...."
O senso de fantasia de Crumb levou a Fritz aparecer em diferentes papéis durante os anos, incluindo o de um pop star, um poeta hippie, um estudante alienado, um agente secreto e um militante revolucionário. As aventuras começavam de maneira frugal, mas logo se tornavam caóticas e complexas por influências de forças incontroláveis. A tira "Fritz Bugs Out" usa animais para comentar relações racistas, com corvos representado os afro-americanos..

## As tiras
Fritz foi esboçado pela primeira vez em 1959 na história "Cat Life", aparecendo como um gato doméstico chamado Fred. Os quadrinhos foram inspirados no gato da família Crumb e foi desenhada para divertir as irmãs e o irmão mais novo. A aparição seguinte do personagem foi em 1960 na história "Robin Hood", quando então ele adotou a aparência antropomórfica e teve o nome mudado para Fritz. Crumb tinha usado esse nome para um personagem menor na história "Cat Life".
Em 1964 Crumb desenhou muitas tiras de Fritz the Cat para a sua própria diversão quando não estava trabalhando na American Greetings Corporation. Em janeiro de 1965, Help! publicou o que seria a primeira aparição impressa do personagem, "Fritz Comes on Strong". Fritz trazia uma garota gato para o lar e tira suas roupas com o pretexto de livrá-la de pulgas. Antes de publicar a tira, a revista havia enviado uma carta para Crumb dizendo que eles achavam a tira magnífica. Mas a questão era como publicá-la sem que fossem presos? ("Question is, how do we print them without going to jail?") Em maio de 1965, Help! publicou uma segunda história chamada "Fred, the Teen-Age Girl Pigeon".
Depois de experimentar LSD em 1967, Crumb começou a criar outros personagens. "Fritz Bugs Out" foi publicada em Cavalier de fevereiro a outubro de  1968. No verão de 1968, Viking Press publicou Head Comix, uma compilação dos quadrinhos de Crumb, incluindo as histórias com Fritz. Em 1969, Ballantine Books publicou R. Crumb's Fritz the Cat, pagando ao autor 5.000 dólares de adiantamento pelos direitos, que ele usou para comprar algumas terras. Esse lançamento deu a Crumb e seus personagens grandes atenções, levando ao interesse pela produção do filme. Crumb abandonou o personagem em 1972.

## Adaptação em filmes de animação

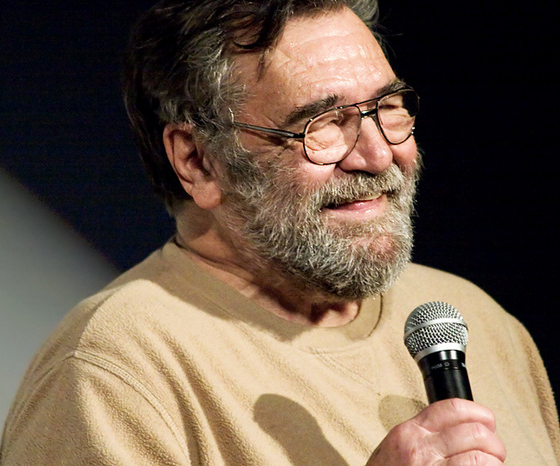
Ralph Bakshi em 2009

Em 1969, o animador de Nova Iorque Ralph Bakshi procurava produzir filmes que fossem diferentes dos convencionais lançados pela the Walt Disney Company, que incluissem temas políticos e sociais. Bakshi levou Heavy Traffic para o produtor Steve Krantz, que sentiu que teria dificuldades em obter financiamento com aquele tipo de conteúdo, além da pouca experiência de Bakshi como diretor de animação. Ao passar por uma livraria em St. Mark's Place (Manhattan), Bakshi viu um exemplar de R. Crumb's Fritz the Cat. Impressionado com o estilo satírico de Crumb, Bakshi comprou o livro e sugeriu a Krantz que deveriam filmar aquele material. Krantz concordou em se encontrar com Crumb. Bakshi também procurou preparar seu próprio trabalho para mostrar que seria capaz de adaptar os desenhos para a animação.  Crumb foi convencido a colaborar e enviou um de seus desenhos como referência.
Contudo, Crumb estava inseguro com a produção do filme que já estava em andamento e recusou-se a assinar o contrato. O artista Vaughn Bodé alertara Bakshi sobre Crumb, considerando-o problemático. Bakshi depois concordaria com a opinião de Bodé. Krantz enviou Bakshi para São Francisco, onde Bakshi ficou com Crumb e sua esposa, Dana, tentando persuadi-lo a enfim apôr a sua assinatura no contrato. Após uma semana, Crumb o deixou, deixando a produção do filme com o rumo incerto. Duas semanas depois que Bakshi retornara de Nova Iorque, Krantz entrou em seu escritório e falou para Bakshi que ele tinha conseguido os direitos do filme porque Dana fora autorizada pelos advogados e assinara o contrato. Crumb recebeu 50.000 dólares.
Robert Crumb viu o filme pela primeira vez em fevereiro de 1972, durante uma visita à Los Angeles em companhia de seus amigos artistas do underground Spain Rodriguez, S. Clay Wilson, Robert Williams e Rick Griffin. Crumb não gostou, pois havia diálogos que não estavam nas tiras, além de uma atitude sexual que ele não compactuava 
Fritz the Cat foi o primeiro filme de animação a ser classificado com o código X da MPAA. Steve Krantz comentou que o lançamento do filme foi adiado e 30 jornais americanos recusaram-se a dar publicidade ao mesmo.
O filme foi relançado em 12 de abril de 1972, abrindo em Hollywood e Washington, D.C.. Com grande bilheteria, se tornaria a produção animada independente mais bem-sucedida de todos os tempos. O filme aumentou a fama de Crumb como artista marginal e de underground. Após o filme, The People's Comics publicou a história  "Fritz the Cat 'Superstar'", na qual Crumb satirizava Bakshi e Krantz, desenhando Fritz em conferência para uma sequência fictícia chamada Fritz Goes to India. A tira acaba com Fritz assassinado por uma neurótica ex-namorada, que usou um fura-gelo em fúria contra o sexismo de Fritz. Em 1974, Krantz produziu a sequência The Nine Lives of Fritz the Cat, sem a participação de Bakshi ou Crumb.